# Soelekerke
Soelekerke (ook geschreven als Soetelincxkerke of Soetelinkskerke) was een dorp en ambachtsheerlijkheid op het Nederlandse eiland Noord-Beveland, provincie Zeeland. Het dorp is in 1530/1532 door overstromingen verdwenen. De Soelekerkeplaat is naar de ambachtsheerlijkheid vernoemd.

## Geschiedenis
In de 11e eeuw werd het gebied bedijkt. In 1208-1210 wordt melding gemaakt van de kerk in Soelekerke. In 1242 werd het dorp genoemd als Suzelinkerke.
Het ambacht was in handen van de heren van Soelekerke. Doedijn en Jan van Soetelinxkerke deden in 1405 mee aan het beleg van Hagestein.
Tijdens de Sint-Felixvloed 1530 overstroomde het dorp. De stormvloed van 1532 maakte definitief een einde aan het dorp.

### Voortbestaan van de ambachtsheerlijkheid
In 1619 werden de voormalige grenzen van de heerlijkheid Soelekerke opnieuw uitgezet in het schorrengebied. Bij de bedijking van de Heer Janzpolder in 1699 werd een deel van de heerlijkheid Soelekerke geraakt. 
In 1818 werd een nieuwe polder ingedijkt die naam Soelekerkepolder kreeg. 
De ambachtsheerlijkheid Oud Campen en Soelekerke is ook na de Franse tijd - waarin de feodale rechten officieel werden afgeschaft - blijven bestaan. Zo werd het veerrecht pas in 1923 door de provincie Zeeland aangekocht, terwijl het recht van aanwas in handen van de ambachtsheer van Soelekerke bleef.